# 월송재
월송재(月松齋)는 대전광역시 동구 이사동에 있는 조선시대의 재실이다. 1992년 7월 22일 대전광역시의 문화재자료 제31호로 지정되었다.

## 개요
조선 중기 문신 송희건(1572∼1633)의 제사를 모시고 있는 재실이다.
선생은 사마시와 대과에 급제하고 금정도 찰방과 안동대도호부 판관 등을 지냈으며, 월송재는 그의 호를 따서 붙인 이름이다.
앞면 5칸·옆면 2칸 규모이며 ㄱ자형으로 배치되어 있는데, 가운데 3칸에는 넓은 대청마루가 있고 그 양 옆으로 안방·부엌 그리고 건넌방이 있다.

## 같이 보기
- 송희건

## 참고 자료
- 월송재 - 국가유산청 국가유산포털